# Ư Phu La
Ư Phu La (於夫羅, 150–196; trị vì 188–195), cũng gọi là Ư Phù La (於扶羅), hiệu là Trì Chí Thu Trục Hầu thiền vu (持至尸逐侯單于), là con trai của thiền vu Nam Hung Nô là Khương Cừ, anh trai của Hô Trù Tuyền, cha của Lưu Báo, tổ phụ của hoàng đế Hán Triệu là Lưu Uyên.
Năm 187, Đông Hán thảo phạt quân Tiên Ti của Trương Thuần, ra chiếu Nam Hung Nô để điều binh phối hợp, Khương Cừ phái Tả Hiền vương xuất binh. Sang năm 188, Nam Hung Nô phát sinh chính biến, Khương Cừ bị giết, Tu Bốc Cốt Đô Hầu được lập làm thiền vu, Ư Phu La dẫn theo dân chúng đi đến Hán triều kể rõ sự tình, sau đó lưu lại một thời gian trên đất Hán.
Sau khi Hán Linh Đế mất, Ư Phu La nhân dịp khởi nghĩa Khăn Vàng (Hoàng Cân chi loạn), cùng với lũ tặc khấu tiến đến Thái Nguyên và những nơi khác, nguyên là thụ mệnh chinh thảo Đổng Trác, bởi đại tướng quân Hà Tiến bị ám sát, binh tướng lại quay về kinh đô nhà Hán. Về sau, Ư Phu La gặp Hán Hiến Đế khi chạy trốn khỏi Trường An và đã cứu viện, bảo hộ Hiến Đế.
Năm Sơ Bình thứ 1 (190), Tào Tháo thành lập một liên quân chống Đổng Trác, Ư Phu La đi theo Viên Thiệu, Trương Dương, đóng quân tại Chương Thủy. Năm Sơ Bình thứ 2 (191), Ư Phu La muốn làm phản Viên Thiệu, Trương Dương không theo, Ư Phu La bắt Trương Dương đem đi. Ư Phu La sớm thất bại trước tướng của Viên Thiệu là Khúc Nghĩa, trốn đến Lê Dương, sau đó công phá Liêu tướng quân Cảnh Chỉ, thế lực được chỉnh đốn lại.
Năm 192, tại Nội Hoàng bị quân chinh thảo Hắc Sơn tặc của Tào Tháo đánh bại, sang mùa xuân năm 193, Viên Thuật xuất binh đánh Tào Tháo tại căn cứ địa Trần Lưu, với Hắc Sơn tặc đều chi viện Viên Thuật, tuy nhiên Viên Thuật bị Tào Tháo đánh bại, Ư Phu La cuối cũng quy thuận Tào Tháo.
Trong Tam quốc diễn nghĩa, có đề cập đến dị tộc (Hung Nô) từng cứu Hán Hiến Đế.